# El Riard
El torrent de Riard (anomenat també, simplement, el Riard) és un afluent per l'esquerra de la Ribera Salada d'11,3 km de curs que realitza íntegrament al terme municipal de Lladurs.
Neix al Cap del Pla, a 1.080 m d'altitud, a un centenar de metres al SW de la Casanova de la Salada. El primer km el realitza en direcció NW-SE. Seguidament agafa la direcció NE-SW que manté durant 4,4 km, fins a la confluència amb la rasa de Cinca. Allà, durant un curt tram agafa la direcció SE-NW fins que travessa la carretera que va del Pla de Cirera fins a Montpol. A continuació, agafa la direcció W-E fins a la seva confluència amb la rasa de Solanelles i l'últim tram del seu recorregut el fa en direcció NE-SW. (3,4 km) 
Des del seu naixement rep per la dreta, entre d'altres, la rasa de Vilardell, la rasa del Clot de la Roca, la rasa del Barranc, la rasa de Solanelles i la rasa del Sastre. I per l'esquerra, entre d'altres, rep la rasa de Cinca i la rasa de la Recuita.
Durant el seu recorregut deixa a la dreta les masies de Cal Sarri, el Soler de Timoneda, Solanelles i la Casanova de Solanelles i a l'esquerra, les masies de Riard, Can Sivella, la parròquia de Sant Serni de la Llena i l'Alzina.
Desemboca a la Ribera Salada a 562 m d'altitud, a 1,3 km ribera amunt del Pla dels Roures i 340 m al NW del serrat de la Centinella.